# Error 404

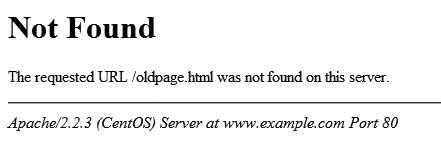
404 not found

El missatge d'error 404, que pot donar-se en navegar per Internet, és una de les manifestacions de la llista de codis de protocol de l'HTTP. Significa Pàgina no trobada. També pot significar que la pàgina ha estat quasi esborrada per successos de la pàgina.
Un error de pàgina 404 indica que el navegador web és capaç de comunicar-se amb el servidor però que aquest o no pot trobar el document sol·licitat o no pot accedir a aquesta petició i no vol donar més informació. Quan un servidor es comunica mitjançant HTTP respon a una petició d'un document HTML (una pàgina web) donada pel navegador amb un codi numèric. Cada codi de resposta conté a més una línia de text relacionada a la numeració.
La línia de text relacionada al codi 404 és "Pàgina no trobada". Quan un servidor envia una resposta 404 generalment inclou en la seva resposta un missatge curt en HTML que esmenta tant el codi numèric com la línia de text relacionada.
Els codis de protocol HTTP tenen una interpretació específica, en el cas del 404 el primer 4 indica un error de l'usuari, com pot ser una direcció mal escrita o cercar una pàgina que ja no existeix, el 0 significa un error general de sintaxi, com pot ser l'equivocació en una lletra en la direcció, l'últim 4 indica quin codi específic és, entre el grup dels 40X, perquè també existeixen 400 Error del Client, 401 Error Autorització requerida, entre d'altres.